# Sagaidac, Cimișlia
Sagaidac este un sat din raionul Cimișlia, Republica Moldova.

## Istorie
Din punct de vedere istoric, satul Sagaidac a fost menționat documentar în anul 1803, deși se presupune că satul s-a format în jurul anilor 1600. Denumirea satului Sagaidac, conform unei legende, provine de la cuvintele „Sai”, „hai”, „dai” de unde și vechea denumirea Sahaidac (din limba turcă înseamnă->tolbă cu săgeți). De atunci până în prezent denumirea satului a fost schimbată în Sagaidac.
- Conform unor surse, boierul Zolotei era cel care deținea pământurile pe care se află astăzi satul Sagaidac.
- Primele familii care s-au stabilit în această zonă unde se află satul au fost:Talmaci Bularga, Bulmaga, Cojocaru și Cașu. Dintre care numele de familie Cașu nu s-a păstrat până în prezent spre deosebire de celelalte nume de familii. Ulterior în sat au mai apărut familiile Crețu, Demian, Dascal și altele.
- În anul 1862 se presupune că boierul Zolotei ar fi dat pământ țăranilor spre satul Codreni.
- Primii profesori din sat ar fi (1962): Mihail Nogorodțchii, Maximova și Prodan Cucu.

## Demografie
- 1997: 526 locuitori;
- 2004: 2453 locuitori, din care: 49,69% bărbați și 50,31% femei

### Structura etnică
Structura etnică a localității conform recensământului populației din 2004:
| Grup etnic                                               | Populație | % Procentaj  |
| -------------------------------------------------------- | --------- | ------------ |
| Băștinași declarați Moldoveni Băștinași declarați Români | 2440 3    | 99,47% 0,12% |
| Ucraineni                                                | 4         | 0,16%        |
| Ruși                                                     | 4         | 0,16%        |
| Bulgari                                                  | 1         | 0,04%        |
| Alții                                                    | 1         | 0,04%        |
| Total                                                    | 2453      |              |

## Administrație și politică
Componența Consiliului local Sagaidac (11 consilieri), ales la 5 noiembrie 2023, este următoarea:
|  | Partid                           | Consilieri | Componență | Componență | Componență | Componență | Componență | Componență | Componență | Componență | Componență | Componență | Componență |
|  | -------------------------------- | ---------- | ---------- | ---------- | ---------- | ---------- | ---------- | ---------- | ---------- | ---------- | ---------- | ---------- | ---------- |
|  | Partidul Acțiune și Solidaritate | 11         |            |            |            |            |            |            |            |            |            |            |            |